# 847
Évszázadok: 8. század – 9. század – 10. század
Évtizedek: 790-es évek – 800-as évek – 810-es évek – 820-as évek – 830-as évek – 840-es évek – 850-es évek – 860-as évek – 870-es évek – 880-as évek – 890-es évek
Évek: 842 – 843 – 844 – 845 –  846 – 847 – 848 – 849 – 850 – 851 – 852

## Események

### Európa
- Meghal II. Sergius pápa. Utódjául IV. Leót választják, akinek felszentelésével a muszlim veszély miatt nem várják meg a császári jóváhagyást. Az előző évi arab támadás miatt Leó azonnal elrendeli a városfalak kijavítását és új falat építtet a Vatikán köré (az így körülzárt terület a Leóváros (Civitas Leonina) nevet kapja).[1]
- A muszlimok a berber Kalfun vezetésével elfoglalják a bizánciakról a dél-itáliai Barit és ott rövid életű emirátust alapítanak.
- Nominoe breton herceg megtámadja a partjait fosztogató vikingeket, de visszaverik és távozásukért cserébe kénytelen hadisarcot fizetni.
- Meghal Otgar mainzi érsek. Utódjául Rabanus Maurust választják meg.
- Meghal I. Methodiosz konstantinápolyi pátriárka. Utódja Ignatiosz.

### Abbászida Kalifátus
- 32 (vagy 36) éves korában vízkórban meghal al-Vászik kalifa. Váratlan halála miatt nincs kijelölt utódja, így a kormányzótanács féltestvérét, Dzsafart választja meg kalifának (ő al-Mutavakkil néven lesz ismert).
- Nagy földrengéssorozat sújtja a Közel-Keletet. Damaszkusz nagymecsetje romba dől, Antiókhiában állítólag 20 ezren, Moszulban 50 ezren vesztik életüket.

### Japán
- Ennin buddhista szerzetes közel egy évtizedes kínai útjáról hazatér Japánba, számos szent szöveget és ereklyét hozva magával.

## Születések
- al-Mutazz, abbászida kalifa
- Gyermek Károly, aquitániai király
- Vang Csien, a kínai Korai Su dinasztia alapítója

## Halálozások
- január 27. – II. Sergius, római pápa[1]
- június 14. – I. Methodiosz, konstantinápolyi pátriárka
- augusztus 10. – al-Vászik, abbászida kalifa

## Fordítás
- Ez a szócikk részben vagy egészben  a(z)   847 című angol Wikipédia-szócikk ezen változatának fordításán alapul.  Az eredeti cikk szerkesztőit annak laptörténete sorolja fel. Ez a jelzés csupán a megfogalmazás eredetét és a szerzői jogokat jelzi, nem szolgál a cikkben szereplő információk forrásmegjelöléseként.